# Berzo Demo
Berzo Demo (lombardul: Bèrs Dém) település Olaszországban, Lombardia régióban, Brescia megyében. Lakosainak száma 1502 fő (2023. január 1.). Berzo Demo Cedegolo, Cevo, Malonno, Paisco Loveno, Sellero és Sonico községekkel határos.

## Népesség
A település népessége az elmúlt években az alábbi módon változott:
| Lakosok száma | 1663 | 1638 | 1502 |
|               | 2017 | 2018 | 2023 |